# Jakačina Mala
Jakačina Mala (1880-tól 1890-ig Jakačići, majd 1981-ig Jakačina-Mala) falu Horvátországban, Bród-Szávamente megyében. Közigazgatásilag Szibinhez tartozik.

## Fekvése
Bródtól légvonalban 13, közúton 17 km-re északnyugatra, községközpontjától légvonalban 4, közúton 6 km-re északra, Szlavónia középső részén, a Dilj-hegység déli lejtőin, a Duboki zdenac-patak völgye feletti dombon fekszik.

## Története
Területén a „Kolaić” nevű helyen középkori várhely található, melyről azonban forrás hiányában több nem tudható. Jakačina Mala az egykori Odvorci hajdútelepülés legdélebbi településrésze volt. A katonai közigazgatás megszervezése után Odvorcival együtt a bródi határőrezredhez tartozott. Odvorci a török kiűzése után keletkezett Boszniából, Likából és a Horvát Bánságból telepített katolikus horvátok betelepülésével, de legnagyobb részük az Una menti Dvor vidékéről érkezett, ezért őket összefoglaló néven „odvorci”nak hívták. Innen kapta aztán nevét az egykori Odvorci hajdútelepülés is. Az 1780-as katonai határleírás szerint ez a falu Odvorcihoz tartozik. A Sinak-patak a Gladnik-hegy lábánál ered és forrásától negyedóra járásra a Duboki zdenac-patakba ömlik. A hegy másik oldalán eredő Mala-patak a Došen dol szurdokon folyik keresztül. A Praulje, a Jašike és a Klučar nevű helyek bozótos lejtőin valamennyi magasabb fa is terem. Az a magaslat, amin a templom áll összeköttetésben van azzal a magaslattal, amin Odvorci fekszik és amely uralja e vidék látképét. A falu feletti dombon álló templom fából épült.
Az első katonai felmérés térképén „Jakachina Mala” néven található. Lipszky János 1808-ban Budán kiadott repertóriumában „Jakacsina” néven szerepel. Nagy Lajos 1829-ben kiadott művében „Jakacsich, Jakacsina” néven 28 házzal, 149 katolikus vallású lakossal találjuk. A katonai közigazgatás megszüntetése után 1871-ben Pozsega vármegyéhez csatolták.
A településnek 1857-ben 316, 1910-ben 355 lakosa volt. Pozsega vármegye Bródi járásának része volt. Az első világháború után 1918-ban az új szerb-horvát-szlovén állam, majd később (1929-ben) Jugoszlávia része lett. A második világháború után önálló település lett. 1991-től a független Horvátországhoz tartozik. 1991-ben lakosságának 96%-a horvát nemzetiségű volt. 2011-ben a településnek 161 lakosa volt.

## Lakossága
| Lakosság változása | Lakosság változása | Lakosság változása | Lakosság változása | Lakosság változása | Lakosság változása | Lakosság változása | Lakosság változása | Lakosság változása | Lakosság változása | Lakosság változása | Lakosság változása | Lakosság változása | Lakosság változása | Lakosság változása | Lakosság változása |
| ------------------ | ------------------ | ------------------ | ------------------ | ------------------ | ------------------ | ------------------ | ------------------ | ------------------ | ------------------ | ------------------ | ------------------ | ------------------ | ------------------ | ------------------ | ------------------ |
| 1857               | 1869               | 1880               | 1890               | 1900               | 1910               | 1921               | 1931               | 1948               | 1953               | 1961               | 1971               | 1981               | 1991               | 2001               | 2011               |
| 316                | 280                | 240                | 264                | 313                | 355                | 349                | 393                | 448                | 425                | 419                | 323                | 233                | 219                | 188                | 161                |

(1931-ig Odvorci településrészeként, 1948-tól önálló településként.)

## Nevezetességei
Ávilai Szent Teréz tiszteletére szentelt római katolikus kápolnája az odvroci plébánia filiája.

## Sport
NK Mladost Jakačina Mala labdarúgóklub.